# Пожар на авианосце «Энтерпрайз» (1969)
Пожар на авианосце «Энтерпрайз» — инцидент, произошедший 14 января 1969 года, крупный пожар с серией взрывов на борту атомного авианосца ВМС США «Энтерпрайз» у берегов о. Оаху, Гавайи. Пожар начался в результате взрыва ракеты «Зуни» под крылом одного из самолётов. Он распространялся по мере того, как взрывались новые боеприпасы, делая пробоины в полётной палубе, через которые горящее авиационное топливо могло попасть внутрь корабля. 28 моряков погибли, 314 получили ранения, 15 самолетов были уничтожены, а общая стоимость замены самолетов и ремонта корабля составила более 126 млн долларов. Ущерб был несколько уменьшен за счет усовершенствований в конструкции корабля, сделанных после аналогичного пожара на авианосце «Форрестол» в 1967 году.

## Предыстория
«Энтерпрайз» (USS Enterprise (CVN-65)), вступивший в строй в 1961 году, был первым в мире атомным авианосцем. Огромная стоимость корабля привела к тому, что постройка ещё пяти однотипных авианосцев была отменена.
6 января 1969 года «Энтерпрайз» вышел из Аламеды (штат Калифорния) в своё четвертое развертывание во Вьетнаме и восьмое развертывания в целом. 
14 января корабль находился у побережья Гавайских островов, проводя последние боевые учения и проверку оперативной готовности (ORI) перед отплытием во Вьетнам. На борту «Энтерпрайза» находился дополнительный персонал для оценки оперативной готовности.

## Пожар

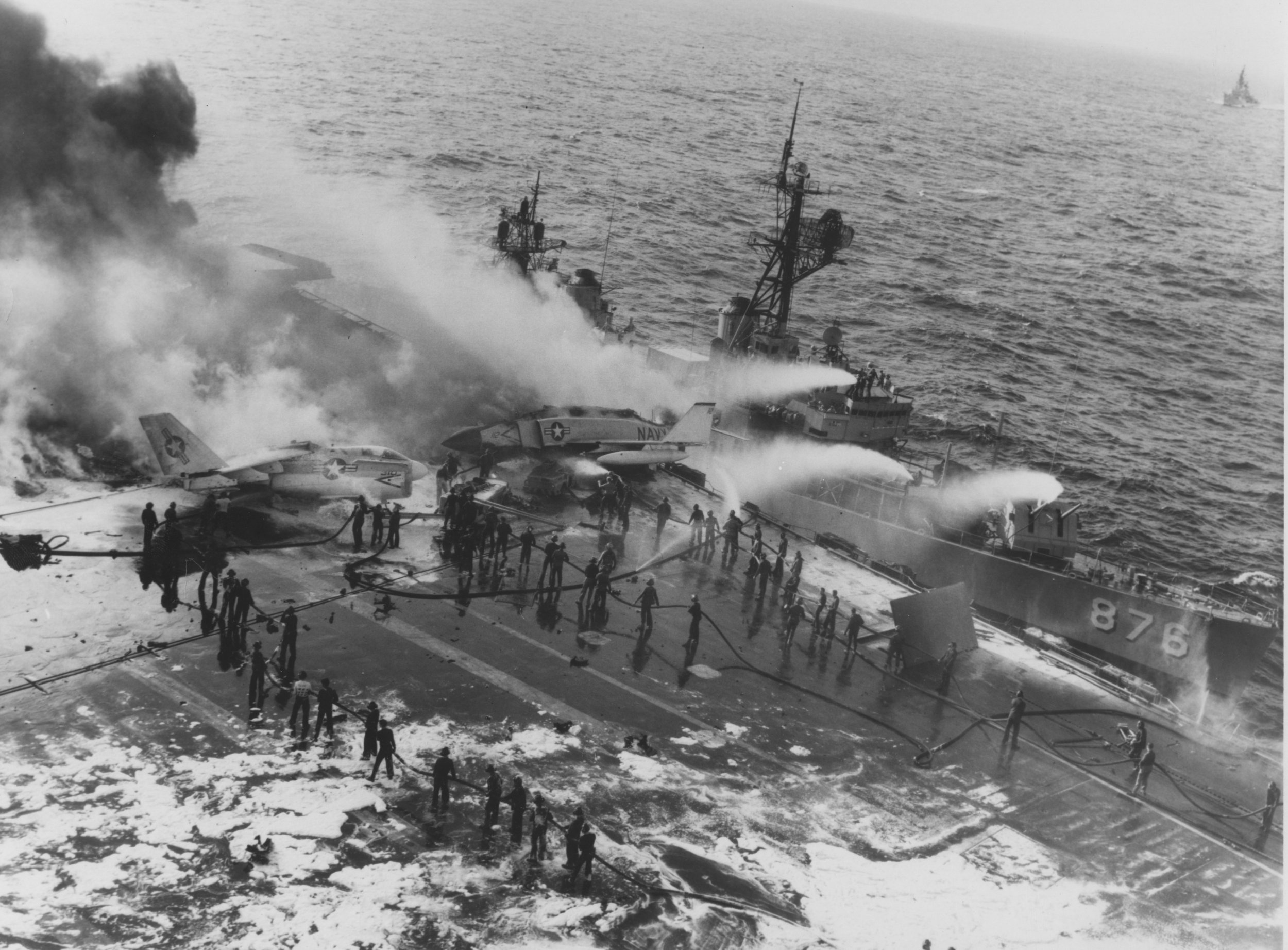
Моряки эсминца «Rogers» используют свои шланги для тушения пожаров на борту «Энтерпрайза»

Около 08:18 «Энтерпрайз» делал поворот на левый борт для проведения полетов. На корме находился F-4 «Фантом», вооруженный ракетами Zuni. Выхлоп от системы запуска двигателей (Air-start system) MD-3A «Huffer», установленной на транспортёре, привёл к перегреву одной из ракет «Зуни» (Zuni), в результате чего взорвалась её боеголовка, оснащённая 6,8 кг взрывчатки «Composition B»; взрыв пробил топливные баки самолета и воспламенил вытекшее ракетное топливо JP-5. 
Примерно через минуту взорвались еще три ракеты «Зуни»; эти взрывы пробили дыры в полётной палубе, через которые горящее топливо попало на нижние палубы. Капитан Кент Ли (Kent Lee), командир «Энтерпрайза», после первого взрыва приказал продолжить поворот влево, направив корабль против ветра, чтобы сбить пламя воздушным потоком.
Примерно через три минуты после первоначального взрыва на горящем «Фантоме» взорвалась бомба, в результате чего в полётной палубе образовалась пробоина размером примерно 2,4 х 2,1 м. Перегрев вызвал дополнительные пожары на нижнем уровне, а обломки образовывали пробоины в палубах, которые позволили горящему топливу распространиться дальше, проникнув на два нижних уровня и, в конечном итоге, на первую палубу. Этот взрыв также разорвал близлежащие пожарные шланги и вывел из строя двухагентные устройства, которые создавали в районе пожара противопожарную пену. Вскоре одна за другой взорвались две 227-кг бомбы Mk 82. Через несколько минут после этого взорвалась тележка с тремя бомбами Mk 82. Этот взрыв проделал пробоину в полётной палубе размером примерно 5,5 х 3,7 м и повредил  топливный бак объёмом 23 куб. м, установленный на самолете-заправщике КА-3В, в результате чего огонь распространился дальше. Всего произошло 18 взрывов, в результате которых в полётной палубе и за ее пределами образовались восемь пробоин.
На помощь горящему авианосцу пришли атомный крейсер «Bainbridge» и эсминец «Rogers». На тушение пожаров объединенным экипажам трех кораблей потребовалось около четырех часов.

## Последствия
В тот же день «Бейнбридж» сопроводил «Энтерпрайз» в Перл-Харбор. 
После 51 дня ремонта «Энтерпрайз» продолжил развертывание. 
2 июля 1969 г. авианосец вернулся в Аламеду.
Это был последний из трех крупных пожаров на авианосцах США в 1960-х годах. До этого произошёл пожар на авианосце «Орискани» 26 октября 1966 года (44 моряка погибли, 156 получили ранения) и пожар на авианосце «Форрестол» 29 июля 1967 года, в результате которого  погибли 134 и был ранен 161 человек. 
Пожар в «Форрестоле» также был вызван самозапуском двигателя ракеты «Зуни» и взрывом 1000-фунтовых (454 кг) бомб. При этом, организационные улучшения после пожара в «Форрестоле» помогли уменьшить ущерб и количество жертв в результате пожара на «Энтерпрайзе».

## Расследование
Расследование руководства JAG началось сразу после пожара, в соответствии с политикой ВМФ. Расследование установило, что первоначальный взрыв был вызван перегревом ракеты «Зуни» выхлопными газами. Следователи также установили, что летчик наблюдал за выхлопом и выразил обеспокоенность по поводу положения выхлопной трубы, но персонал занимался другими задачами и, возможно, не полностью понимал, о чем идет речь, из-за шума на полётной палубе. Однако следователи также отметили, что перемещение блока могло не предотвратить первоначальный взрыв из-за расчетной температуры ракеты к тому времени.  Расследование также показало, что персонал полётной палубы не имел представления об оценке опасности, создаваемой боеприпасами.
Расследование пожара на «Форрестоле» показало, что школу пожаротушения прошла только половина экипажа корабля и никто из персонала авиагруппы. Когда пожар произошёл на «Энтерпрайзе», 96 процентов экипажа корабля, а также 86 процентов авиагруппы имели подготовку по тушению пожаров. Было сочтено, что отсутствие дублирования в системах связи и компонентах пожаротушения нанесло ущерб операциям по тушению пожаров. Дополнительные факторы включали отсутствие связи между руководителем полётами (Air Boss, отвечал за пожаротушение на полётной и ангарной палубе) и помощником по контролю за повреждениями (Damage Control Assistant, отвечал за все другие операции по тушению пожара), а также перегрузку системы пожаротушения из-за одновременной активации нескольких систем.
Следователи в целом высоко оценили операцию по тушению пожара на борту «Энтерпрайза». Особо был отмечен медицинский департамент, которому приписывают спасение большого количества жизней, а также учебная группа по устранению повреждений, которая обеспечивала обучение персонала. На «Энтерпрайзе» также была разработана программа соревнования между своими ремонтными бригадами для повышения эффективности работы.  Похвалы также были адресованы капитану эсминца «Роджерс», который оказал большую помощь в тушении пожара.
Участники расследования рекомендовали изменить конструкцию пневматического устройства запуска двигателя, чтобы выхлопные газы направлялись вверх, а не в сторону. Они также рекомендовали обучить персонал полётной палубы безопасной работе с боеприпасами и увеличить длину шланга, который подает воздух от воздуходувки к самолету. 
Другие рекомендации включали: установить резервные системы связи и управления, улучшить связь между ключевым старшим персоналом и изменить дизайн головных уборов, которые носят пожарные на полётной палубе. Следователи также рекомендовали проводить обучение корабельных стоматологов в качестве анестезиологов, что позволило бы медицинскому департаменту проводить дополнительные экстренные операции во время пожара.